# Beautiful Liar
A Beautiful Liar (spanyolul: Bello Embustero) Beyoncé Knowles amerikai R&B énekesnő és Shakira kolumbiai énekesnő duettje. A dalt Knowles, Amanda Ghost, Ian Dench, és a Stargate-ből Mikkel S. Eriksen és Tor Erik Hermansen szerezte, amely Knowles második B'Day nagylemezének deluxe kiadásán szerepel. Elkészült egy spanyol és angol nyelvű mixe a dalnak, mely a "Bello Embustero" címet kapta.
A dal első kislemezként jelent meg a B'Day deluxe kiadásáról; 2007. április 28-án. A Billboard Hot 100 listáján egészen 2008-ig szerepelt. A 2007-es MTV Video Music Awards-on elnyerte a "Világrengető duett" címet. 2008-ban pedig az Ivor Novello Awards "Legjövedelmezőbb brit dal" díját szerezte meg.

## Videóklip
A klipet Jake Nava rendezte, aki korábban már számos videót készített Beyoncé számára. A szoros határidő miatt nem volt idő megtervezni a koreográfiát, így a videón legtöbbször spontán mozdulatok láthatók, melyek nagy részét Shakira találta ki. Beyoncé tőle tanulta a hastáncot is. A videó ötlete Knowles-tól származik; egyszer látott egy srácot tükör előtt táncolni és csak később jött rá, hogy a srác egy másik fiúval együtt táncolt, így lett Beyoncé és Shakira egymás hasonmása.
A "Beautiful Liar" jelölve lett az "Év Videója" díjra a 2007-es BET Awardson, de a díjat végül Knowles másik videója, az "Irreplaceable" kapta. Megnyerte a "Világrengető duett" címet a 2007-es MTV Video Music Awards-on, ahol ezt a díjat külön abban az évben vezettek be. A díjátadásnál csak Knowles volt jelen, Shakira ugyanis éppen Kanadában tartózkodott.

## A kislemez dalai
Angol kislemez
1. "Beautiful Liar" (featuring Shakira) – 3:21
2. "Beautiful Liar (Bello Embustero)" (spanyol verzió) - 3:22
3. "Beautiful Liar (Spanglish Version)" (featuring Sasha a.k.a. Beyoncé) - 3:21
4. "Beautiful Liar (Instrumental)" - 3:19

Ausztrál kislemez
1. "Beautiful Liar" (featuring Shakira) – 3:19
2. "Beautiful Liar (Freemasons Remix Edit)" (featuring Shakira) - 3:27

Angol kislemez
1. "Beautiful Liar" (featuring Shakira) – 3:19
2. "Beautiful Liar (Freemasons Remix Edit)" (featuring Shakira) - 3:27
3. "Irreplaceable (Maurice Joshua Remix Edit)" - 4:03
4. "Déjà Vu (Freemasons Radio Mix)" - 3:15

## Remixek
- Radio Mix/Radio Version
- Freemasons Radio Vox
- Freemasons Club Vox
- Freemasons Dub Vox
- Freemasons Club Edit
- Maurice Joshua New Main
- Maurice Joshua New Instrumental
- Karmatronic Remix
- Karmatronic Radio

## Ranglisták
| Lista (2007)                    | Helyezés |
| ------------------------------- | -------- |
| Ausztrál kislemezlista          | 5        |
| Osztrák kislemezlista           | 2        |
| Belga kislemezlista (Flanders)  | 2        |
| Belga kislemezlista (Wallonia)  | 5        |
| Kanadai Hot 100                 | 2        |
| Dán kislemezlista               | 4        |
| Holland kislemezlista           | 1        |
| Eurochart Hot 100 kislemezlista | 1        |
| Finn kislemezlista              | 2        |
| Francia kislemezlista           | 1        |
| Német kislemezlista             | 1        |
| Ír kislemezlista                | 1        |

| Lista (2007)                        | Helyezés |
| ----------------------------------- | -------- |
| Olasz kislemezlista                 | 1        |
| Új-Zélandi kislemezlista            | 1        |
| Norvég kislemezlista                | 2        |
| Román kislemezlista                 | 2        |
| Svéd kislemezlista                  | 6        |
| Svájci kislemezlista                | 1        |
| Angol kislemezlista                 | 1        |
| USA Billboard Hot 100               | 3        |
| USA Billboard Pop 100               | 3        |
| USA Billboard Hot Dance Club Play   | 1        |
| USA Billboard Hot Latin Songs       | 10       |
| USA Billboard Hot R&B/Hip-Hop Songs | 70       |

## Fordítás
Ez a szócikk részben vagy egészben  a   Beautiful Liar című angol Wikipédia-szócikk fordításán alapul.  Az eredeti cikk szerkesztőit annak laptörténete sorolja fel. Ez a jelzés csupán a megfogalmazás eredetét és a szerzői jogokat jelzi, nem szolgál a cikkben szereplő információk forrásmegjelöléseként.